# Зоря (Бердянський район)
Зоря́ —  село в Україні, у Чернігівській селищній громаді Бердянського району Запорізької області. Населення становить 241 особа (1 січня 2015). До 2016 орган місцевого самоврядування — Новополтавська сільська рада.
Село тимчасово окуповане російськими військами 24 лютого 2022 року.

## Географія
Село Зоря знаходиться на відстані 4 км від села Новополтавка. Поруч проходить залізниця, станція Платформа 30 км за 1 км. Село розташоване за 20 км від смт Чернігівки та за 27 км від станції Верхній Токмак.

## Історія
Село засноване вихідцями з Новогригорівки Пологівського району в 1927 році. Назва села пояснює зорю, початок нового життя. Отримавши по 2 десятини землі, селяни почали господарювати й мали певні успіхи в цьому. У період колективізації в селі утворено колгосп ім. Фрунзе, 3-ю бригадою до якого увійшов хутір Запоріжжя. У 1930 році збудували школу для дітей 1–4 класів. У період сталінських репресій у селі репресовано двох жителів. На фронтах радянсько-гітлерівської війни воювало 120 селян, 83 з них загинуло. Після війни село швидко відбудували. У післявоєнні роки будується будинок культури, ФАП, тваринницькі ферми. У середині 1970-х збудували нову восьмирічну школу. Місцевий колгосп з 1954 по 1959 рік був районним насіннєвим господарством, де вирощували елітне насіння. У 1959 році місцевий колгосп об'єднали з новополтавським. Віддаленість від центру призвели до того, що молодь починає від'їжджати з села, воно потрапляє в розряд неперспективних. На початку 1990-х закривають школу й дитсадок.
12 червня 2020 року, відповідно до Розпорядження Кабінету Міністрів України від  № 713-р «Про визначення адміністративних центрів та затвердження територій територіальних громад Запорізької області», увійшло до складу Чернігівської селищної громади.
19 липня 2020 року після ліквідації Чернігівського району село увійшло до Бердянського району.

## Населення

### Мова
| українська мова | російська | вірменська |
| --------------- | --------- | ---------- |
| 97.25%          | 2.45%     | 0.31%      |